# Eupithecia cretaceata
Eupithecia cretaceata es una especie de polilla de la familia Geometridae. La especie fue descrita por primera vez por Alpheus Spring Packard habiendo sido descrita en 1874, con distribución en el Holártico de América del Norte y Europa. Es una polilla mediana con una envergadura entre 22 a 32 milímetros (0,9 a 1,3 plg), una de las de mayor tamaño de su género, hecho por lo cual puede ser confundida con el género Lobophora. Es el taxón nombre de un grupo de especies con características morfológicas muy similares.

## Distribución
Es una especie que está ampliamente distribuida en Canadá, incluyendo la isla de Vancouver, y gran parte de los Estados Unidos, incluyendo las grandes alturas alpinas del estado de Washington y la Sierra Nevada de California. El holotipo que Packard describió en 1874 procedía de California. 
En Europa, Eupithecia cretaceata está representada por la subespecie E. cretaceata fenestrata, descrita por Pierre Millière en 1874. Esta subespecie es toda blanca mientras que el holotipo norteamericano tiene varias líneas de puntos. La especie se distribuye en Europa por todo el arco alpino hasta los montes Cárpatos y partes de la península balcánica. En Francia, es exclusivo de los Alpes, desde la Alta Saboya hasta los Alpes marítimos. En los años 1930 fue descrita en el macizo central donde ahora se encuentra desaparecida. 
Otras ubicaciones donde ha sido descrito incluyen Suiza, Italia, Austria, el cantón del Valais de Suiza, Carniola, la cordillera de Velebit en Croacia.

## Descripción
Esta es la especie más numerosa del género y puede reconocerse por su gran tamaño, con una envergadura de 29 milímetros (1,1 plg), el color blanco tiza y las manchas costeras pesadas, oscuras y llamativas. Es similar en estructura y venación a E. zygadeniata, pero difiere en los palpos que son mucho más cortos.
Las alas anteriores son muy largas y puntiagudas. Las alas posteriores son más redondeadas que las de E. zygadeniata, que pertenece al mismo grupo de especies. Las alas anteriores son de color blanco tiza, con numerosas líneas parcialmente obsoletas, onduladas y grisáceas en la mitad del ala, pero distintas en la costa. Tiene una fila oblicua de puntos oscuros justo más allá de la mitad del ala, la fila sigue un curso recto. Las alas traseras marcadas como en el par de alas anteriores, con numerosas líneas cenicientas, oscuras, paralelas y onduladas. Por debajo el ala es blanquecino, brillante con un tinte ahumado, especialmente en las alas anteriores, con numerosas líneas grisáceas onduladas. Los puntos discales son pequeños pero notorios, con una línea negra, estrecha e interrumpida a lo largo del borde. Cuenta con una franja blanquecina, blanca y sucia externamente. Las patas anteriores son de color blanquecino oscuro. Las patas traseras son blanquecinas, ampliamente rodeadas de ceniza oscura.
La mariposa vuela en praderas y pastos de gran altitud entre 1600 y 2500 m sobre el nivel del mar. A menudo se le encuentra descansando bajo las hojas de su planta huésped, de donde sale volando fácilmente durante el día si se le molesta. La oruga se encuentra alimentándose en las flores y semillas de Veratrum album y Veratrum viride.

## Ciclo de vida
Las pupas tiene gran similitud con Eupithecia veratraria. Tienen la misma planta alimenticia y biología en muchas partes del mundo. Se pueden distinguir basándose en el cremáster. Las dos especies suelen encontrarse juntas y al mismo tiempo en el mismo hábitat, pero E. cretaceata es mucho más infrecuente.